# 1er octobre dans les chemins de fer
1er septembre 1er novembre
Chronologies thématiques
- Croisades
- Sports
- Disney

Cette page concerne les événements qui se sont déroulés un 1er octobre dans les chemins de fer.

## Événements

### XIXesiècle
- 1829 : en France, premier essai de la locomotive de Marc Seguin avec sa chaudière tubulaire La Fusée de George et Robert Stephenson, La Nouveauté de John Braithwaite (en) et John Ericsson, La Sans-Pareille (en) de Timothy Hackworth, La Persévérance (en) de Timothy Burstall (de) et La Cyclopède de Thomas Shaw Brandreth (en)[1]
- 1832 : en France, en Haute-Loire, ouverture de la section de Rive-de-Gier à Saint-Étienne de la Ligne de Saint-Étienne à Lyon.
- 1900 : en Suisse, première séance du conseil d'administration des chemins de fer fédéraux suisses.

### XXesiècle
- 1904 : en France, ouverture de la ligne Carhaix - Saint-Lubin-le-Vaublanc sur le Réseau breton.
- 1907 : au Japon, 17 compagnies ferroviaires privées sont nationalisées et regroupées pour créer Japan Railways.
- 1912 : en France, dans le Finistère, ouverture de la ligne Pont-l'Abbé - Pont-Croix (- Audierne) des chemins de fer armoricains.
- 1913 : en France, dans les Bouches-du-Rhône, création de la Régie départementale des transports des Bouches-du-Rhône.
- 1925 : en France, dans les Vosges, affermage à la société générale des chemins de fer économiques de la ligne de tramway de Gérardmer à Retournemer, la Schlucht et le Hohneck.
- 1932 : en France, dans la Meurthe-et-Moselle, fermeture du tronçon Essey - Thiaucourt de la ligne de Toul à Thiaucourt.
- 1964 : au Japon, à l'occasion des Jeux olympiques de Tōkyō, ouverture du premier tronçon du Shinkansen, la ligne Shinkansen Tōkaidō.
- 1972 : 
  - en France, transfert à la RATP de la ligne de Saint-Germain-en-Laye pour la création du RER A.
  - entre l'Italie et la France, suppression du TEE Mont-Cenis entre Milan et Lyon.
- 1997 : aux États-Unis, fin de la restauration par la Metropolitan Transport Authority de la gare du Grand Central à New York, après deux ans de travaux.
- 1998 : 
  - en Allemagne et en France, le groupe allemand Siemens absorbe complètement la société Matra Transport international, constructrice du VAL, dont il détenait déjà 50 %.
  - en Roumanie, réorganisation des Căile Ferate Române en quatre filiales principales : CFR Călători, chargés du trafic de voyageurs, CFR Marfă, chargés du transport de marchandises, CFR Infrastructură, gestionnaire de l'infrastructure du réseau ferré roumain, Societatea Feroviară de Turism ou SFT, qui exploite des trains touristiques (une cinquième, Societatea Informatica Feroviara SA, est apparue en 2002).

### XXIesiècle
- 2001 : en France, en Loire-Atlantique, réouverture à l'année de la ligne Sainte-Pazanne - Pornic.
- 2008 : en Nouvelle-Zélande, naissance de KiwiRail, société publique qui assure le monopole du rail en Nouvelle-Zélande[2].